# Життя Юлія Цезаря
«Життя Юлія Цезаря» - біографія Цезаря авторства давньогрецького письменника,історика та філософа Плутарха. Порівняльні життєписи Цезаря та Александра містяться у праці «Порівняльні життєписи», що складається з 44 парних (себто 22 пари) біографій відомих греків і римлян,до яких також традиційно додають 4 одиночні біографії. Біографія Цезаря,написана Плутархом є одним з найважливіших джерел для дослідження епохи правління Гая Юлія Цезаря.

## Час написання
Час написання праці достеменно невідомий та хронологію написання біографій  досить складно встановити.
Наприклад,Дослідник C. P. Jones вважає, що порівняльна біографія Александр- Цезар була написана 14 з 22 пар, а всі біографії, що складають «Порівняльні життєписи»,були написані з 96 по 120 рік (цю теорію підтверджують також деякі вказівки в текстах).

## Особливості написання
Вважається, що загальна праця «Порівняльні життєписи» була присвячена Квінту Сосію Сенеціону — звернення до нього зустрічаються в тексті тричі.
Переважна більшість  парних біографій  мають в кінці порівняння(власне,звідси і назва -«Порівняльні життєписи»). Однак, порівняння Александра і Цезаря автором не збереглося.Кінець біографії Александра та початок біографії Цезаря,на привеликий жаль, також втрачені.